# كينغسلي بلاك
كينغسلي بلاك (بالإنجليزية: Kingsley Black)‏ (22 يونيو 1968 لوتن المملكة المتحدة - ) هو لاعب كرة قدم أيرلندي شمالي يلعب كلاعب وسط.

## مسيرته الكروية
لعب كينغسلي بلاك خلال مسيرته الاحترافية مع 6 أندية في واحد وعشرون موسمًا وسجل خلالها 56 هدفًا ضمن 417 مباراة. ولم يفز بأي موسم بالكأس أو بالدوري.
خاض كينغسلي بلاك مسيرته مع نادي لوتون تاون في موسم 1986–87 ليلعب معه ستة مواسم، مشاركًا في 127 مباراة سجل خلالها 26 هدفًا. ثم انتقل إلى نادي نوتينغهام فورست في موسم 1991–92 في المرة الأولى ليلعب معه أربعة مواسم ثم في موسم 1995–96 لمدة موسم واحد، حيث شارك طوالها في 98 مباراة سجل خلالها 14 هدفًا. لينتقل بعدها إلى نادي شيفيلد يونايتد في موسم 1994–95 لمدة موسم واحد، مشاركًا في 11 مباراة سجل خلالها هدفين. ثم انتقل إلى نادي غريمسبي تاون في موسم 1996–97 ليلعب معه خمسة مواسم، مشاركًا في 141 مباراة سجل خلالها 8 أهداف. هذا وانتقل لاحقًا إلى نادي لينكولن سيتي في موسم 2000–01 واستمر معه طيلة ثلاثة مواسم، مشاركًا في 37 مباراة سجل خلالها 5 أهداف.

## روابط خارجية
- كينغسلي بلاك على موقع الاتحاد الأوربي (الإنجليزية)
- كينغسلي بلاك على موقع قاعدة بيانات كرة القدم.إي يو (الإنجليزية)
- كينغسلي بلاك على موقع ناشيونال فوتبول تيمز (الإنجليزية)
- كينغسلي بلاك على موقع Soccerbase.com (لاعب) (الإنجليزية)
- كينغسلي بلاك على موقع عالم كرة القدم.نت (الإنجليزية)